# Altamont (Pensilvania)
Altamont es un lugar designado por el censo del condado de Schuylkill, Pensilvania, Estados Unidos. Según el censo de 2020, tiene una población de 624 habitantes.
En este caso se trata, a todos los efectos prácticos, de un barrio de la localidad de Frackville.

## Geografía
Está ubicado en las coordenadas 40°47′06″N 76°13′01″O / 40.78500, -76.21694 (40.784965, -76.216932).

## Demografía
De acuerdo con la estimación 2018-2022 de la Oficina del Censo, los ingresos medios de los hogares son de $50,833 y los ingresos medios de las familias son de $79,125. Alrededor del 13.1% de la población está por debajo de la línea de pobreza.